# Studia methodologica
«Studia methodologica» — науковий журнал Тернопільського національного педагогічного університету імені Володимира Гнатюка.
Журнал створено для публікування результатів досліджень у галузі методології гуманітарних наук. До журналу приймаються наукові статті з проблем філософії та методології гуманітарних наук.
Засновником видання є Тернопільський національний педагогічний університет імені Володимира Гнатюка. Журнал внесено до Переліку фахових видань ВАК України №5 від 10.05.2000 за спеціальністю «філологія». Публікації в журналі визнаються фаховими ВАК України згідно з наказом №2-01/10 від 13.12.2000 за спеціальностями «філософія», «соціологічні та політологічні науки». Друкується за рішенням Ученої ради ТНПУ ім. В. Гнатюка.
Традиційними стали рубрики журналу «Методологічні студії», «Мовознавчі студії», «Літературознавчі студії», «Фольклористичні студії». Редакція також зацікавлена в матеріалах до рубрик «Рецензії та огляди», «Переклади» (українською або російською мовами). Матеріали друкуються мовою ориґіналу із збереженням авторської стилістики.

## Редакційний штат
Головні редактори
- Проф., д. філол. н. Оксана Лабащук кафедра теорії та методики української та світової літератури Тернопільського національного педагогічного університету імені Володимира Гнатюка (УКРАЇНА)
- Проф., д. філол. н. Олег Лещак Інститут літературнознавства і мовознавства Університету Яна Кохановського в Кєльцах (ПОЛЬЩА)

Відповідальний редактор
- Катерина Трачук аспірантка кафедри теорії і методики української та світової літератури Тернопільського національного педагогічного університету імені Володимира Гнатюка (УКРАЇНА)

Редакційна колегія
- Проф., д. філол. н. Любов Струганець завідувач кафедри української мови та методики її викладання Тернопільського національного педагогічного університету імені Володимира Гнатюка (УКРАЇНА)
- Проф., д. філол. н. Наталія Поплавська завідувач кафедри журналістики Тернопільського національного педагогічного університету імені Володимира Гнатюка (УКРАЇНА)
- Проф., д. філол. н. Оксана Просяник Харківський національний економічний університет імені Семена Кузнеця (Україна)
- Проф., д. філол. н. Януш Детка Інститут літературнознавства і мовознавства Університету Яна Кохановського в Кєльцах (ПОЛЬЩА)
- Проф., д. філол. н. Марек Рушковський Інститут літературнознавства і мовознавства Університету Яна Кохановського в Кєльцах (ПОЛЬЩА)
- Проф., д. філол. н. Елеонора Лассан Вільнюський Університет (Литва)
- Проф., д. філол. н. Олександр Глотов Кременецька обласна гуманітарно-педагогічна академія ім. Т. Шевченка (Україна)
- Проф., д. філол. н. Мирослав Чаркіч Сербська академія наук і мистецтв (СЕРБІЯ)
- Проф., д. політ. н. Ришард Стефанський Університет Яна Кохановського в Кєльцах (ПОЛЬЩА)
- К. філол.н. Наталія Лобас асистент кафедри загального мовознавства та слов’янських мов Тернопільського національного педагогічного університету імені Володимира Гнатюка (УКРАЇНА)